# Alastor Nergga
Alastor »Noruč« Nergga (angleško Alastor »Mad-Eye« Moody) je izmišljen lik iz serije fantazijskih romanov o Harryju Potterju britanske pisateljice J. K. Rowling.
Alastor »Noruč« Nergga († 27. julija 1997) je bil čistokrvni škotski čarovnik, po mnenju mnogih najboljši auror sodobnega časa. Bil je tudi eden najpomembnejših članov Feniksovega reda v času prve in druge čarovniške vojne. V prvih spopadih je služil izjemno častno ter si prislužil precejšen ugled, žal pa je med svojim bojem proti Mračnim silam izgubil tudi oko, nogo in del nosu. Zahvaljujoč njemu je poseljenih precej zaporniških celic v Azkabanu, saj je ujel številne čarovnike, ki so se ukvarjali s črno magijo. Posledično je postal Alastor Nergga pretirano previden in celo paranoičen, ko je prišlo do vprašanja njegove varnosti.
Leta 1994 je sprejel ponudbo Albusa Dumbledorja, ki je želel, da bi postal učitelj Obrambe pred mračnimi silami na Bradavičarki, vendar ga je, še preden bi položaj lahko nastopil, ugrabil Barty Crouch Jr., ki se je s pomočjo mnogobitnega napoja spremenil v Nerggo. Ko so pravega Alastorja Nerggo rešili, je postal član drugega Feniksovega reda. Med vojno se je bojeval v številnih bitkah, tudi v Bitki na Oddelku za skrivnosti leta 1996 ter v Bitki Sedmih Potterjev leta 1997, kjer ga je umoril Mrlakenstein.
Njegovo čarobno oko je Kalvara Temyna pozneje uporabila, da je z njim vohunila za svojimi zaposlenimi na Komisiji za registracijo bunkljev, dokler ji ga ni med vdorom na Ministrstvo za čaranje leta 1997 vzel Harry Potter, ki je poskrbel, da je oko nato doživelo ustrezen pogreb v gozdu, kjer se je tri leta poprej odvijalo 422 svetovno prvenstvo v quidditchu.